# Shaoshan (ort i Kina, Hunan Sheng, lat 27,92, long 112,52)
Shaoshan (kinesiska: 韶山) är en ort i Kina. Den ligger i provinsen Hunan, i den södra delen av landet, omkring 54 kilometer sydväst om provinshuvudstaden Changsha. Antalet invånare är 86 036. Befolkningen består av 43 267 kvinnor och 42 769 män. Barn under 15 år utgör 15,0 %, vuxna 15-64 år 72 %, och äldre över 65 år 12,0 %.
Runt Shaoshan är det tätbefolkat, med 397 invånare per kvadratkilometer. Shaoshan är det största samhället i trakten. Trakten runt Shaoshan består till största delen av jordbruksmark.
Genomsnittlig årsnederbörd är 1 784 millimeter. Den regnigaste månaden är maj, med i genomsnitt 354 mm nederbörd, och den torraste är oktober, med 38 mm nederbörd.